# استفانو فراری
استفانو فراری (انگلیسی: Stefano Ferrari؛ زادهٔ ۱ ژانویهٔ ۱۹۲۱ - درگذشته نامشخص) بازیکن فوتبال اهل ایتالیا بود.
از باشگاه‌هایی که در آن بازی کرده‌است می‌توان به باشگاه فوتبال آ.ث. میلان، باشگاه فوتبال آ.اس. رم، باشگاه فوتبال فیورنتینا، و باشگاه فوتبال برشا اشاره کرد.